# Rhabdotohispa scotti
Rhabdotohispa scotti is een keversoort uit de familie bladkevers (Chrysomelidae). De wetenschappelijke naam van de soort werd in 1913 gepubliceerd door Maulik.